# Camptoptera perpilosa
Camptoptera perpilosa är en stekelart som beskrevs av Soyka 1961. Camptoptera perpilosa ingår i släktet Camptoptera och familjen dvärgsteklar. Inga underarter finns listade.